# Arseni Lîsov
Arseni Lîsov (născut Anisim Filippovici Lîsov; în rusă Арсений Филиппович Лысов; n. 1885 – d. 8 iulie 1960) a fost un episcop al Bisericii Ortodoxe Ruse de rit vechi, episcop de Ismail.

## Biografie
S-a născut în târgul Telenești din ținutul Orhei, gubernia Basarabia (Imperiul Rus) într-o familie de lipoveni. 
Între anii 1901-1907 a fost paracliser la biserica din Telenești. La 30 mai 1912, a fost hirotonit preot în aceeași biserică de episcopul Chiril de Balta și Odesa. În 1919, a fost transferat de la Telenești în satul Inculițeni de către episcopul Inochenti, iar în 1929 a fost transferat de acesta la Vâlcov.
La 2 februarie 1940, la instrucțiunile mitropolitului Siluan, episcopului Inochenti și episcopului Savati de Tulciîn a fost hirotonit la sediul episcopal de la catedrala de rit vechi din Ismail.
La sfârșitul lunii iunie a aceluiași an, Ismail cu toată Basarabia a fost ocupat de către URSS, iar eparhia Ismail a intrat sub jurisdicția arhiepiscopului Moscovei. În luna august a aceluiași an s-a format regiunea Akkerman, de care a aparținut și sediul episcopal Ismail.
La 2 septembrie 1945, prin decizia Consiliului Arhiepiscopiei Moscovei, a numit episcop de Ismail. La 3 aprilie 1947, din motive de sănătate, din propria inițiativă s-a dezis de post, fără însă, de privarea de dreptul de a efectua slujbe.
În ultimii ani a primit o indemnizație de la eparhie. A murit pe 8 iulie 1960 în Inculițeni.  